# Ґонсави-Плебанські
Ґонсави-Плебанські (пол. Gąsawy Plebańskie) — село в Польщі, у гміні Ястшомб Шидловецького повіту Мазовецького воєводства.
Населення — 284 особи (2011).
У 1975-1998 роках село належало до Радомського воєводства.

## Демографія
Демографічна структура станом на 31 березня 2011 року:
|          | Загалом | Допрацездатний вік | Працездатний вік | Постпрацездатний вік |
| -------- | ------- | ------------------ | ---------------- | -------------------- |
| Чоловіки | 148     | 35                 | 99               | 14                   |
| Жінки    | 136     | 26                 | 75               | 35                   |
| Разом    | 284     | 61                 | 174              | 49                   |